# Boreale berkenbossen en alpiene toendra van IJsland
De boreale berkenbossen en alpiene toendra van IJsland (Engels: Iceland boreal birch forests and alpine tundra) vormen een ecoregio op IJsland. De ecoregio is onderdeel van de WNF-bioom taiga. Het eiland is vulkanisch van oorsprong met basaltbodems en het koude noordelijke klimaat maakt landbouw van enige betekenis onmogelijk. Omdat het eiland jong en geïsoleerd van grotere landmassa's is, is de biodiversiteit van soorten relatief laag. De bosbedekking is gereduceerd tot ongeveer 1% van het oorspronkelijke berkenbos door een lange geschiedenis van houtwinning en bodemerosie veroorzaakt door begrazing door schapen. Turfland (gebieden met veel neerslag en veenophoping) komt veel voor.

## Locatie en beschrijving
IJsland is een vulkanisch plateau dat 290 km ten oosten van Groenland uit de Atlantische Oceaan oprijst. Driekwart van het eiland ligt hoger dan 200 meter, met steile fjorden en kliffen langs een groot deel van de kust. Ongeveer 20% van het eiland bestaat uit kale rotsen of gletsjers, met een hoogte van 2.119 meter.

## Klimaat
Omdat de Golfstroom een matigend effect heeft, hebben delen van IJsland een subpolair zeeklimaat (klimaatclassificatie van Köppen: Cfc). Maar het grootste deel van de ecoregio heeft een toendraklimaat (klimaatclassificatie van Köppen: ET), een lokaal klimaat waarin minstens één maand een gemiddelde temperatuur heeft die hoog genoeg is om sneeuw te laten smelten (0 °C), maar geen maand met een gemiddelde temperatuur van meer dan 10 °C. De neerslag is het laagst in het noorden, met slechts 500 mm/jaar, en het hoogst in het zuiden met op sommige plaatsen tot 3.500 mm/jaar.

## Flora en fauna
Ongeveer 25% van het eiland is bedekt met doorlopende vegetatie, waarvan 16.000 km² drooglandvegetatie en 10.000 km² moerassen. Ongeveer 1.360 km² wordt gebruikt voor akkerbouw en ongeveer 1.250 km² van het oorspronkelijke zachte berkenbos (Betula pubescens) is overgebleven. Nog eens 60.000 km² is dun tot zeer dun begroeid. De meeste berken zijn struikachtig en minder dan 2 meter hoog. Ongeveer 2% van het bos bestaat uit bomen van 8-12 meter hoog, meestal in valleien in het noorden, oosten en zuiden. Naast berken zijn er ook enkele opstanden van wilde lijsterbes (Sorbus aucuparia) en wilg (Salix phylicifolia).
Er zijn 483 soorten vasculaire planten geregistreerd in IJsland. De grootste families zijn de cypergrassen (Cyperaceae), met 53 soorten, en grassen (Poaceae), met 47 soorten. Er zijn 560 soorten bryofyten (levermossen, hauwmossen en mossen). De meest voorkomende mossen zijn Racomitrium lanuginosum en Racomitrium canescens. Er zijn meer dan 550 soorten korstmossen en meer dan 1200 soorten schimmels. Er zijn geen reptielen of amfibieën op IJsland.
Slechts één zoogdiersoort is inheems in IJsland, de poolvos (Alopex lagopus). IJsberen (Ursus maritimus) komen af en toe op bezoek op het drijfijs, en er zijn geïntroduceerde soorten zoals de Amerikaanse nerts (Neogale vison), die werd ingevoerd voor de pelsdierhouderij maar is ontsnapt en een aanzienlijke populatie heeft gevormd. Een andere geïntroduceerde soort is de bosmuis (Apodemus sylvaticus) die nu wijdverspreid is in beboste gebieden.
De grootste ecologische bedreiging voor het eiland is bodemerosie. Ten tijde van de komst van de mens was 50-60% van het eiland bedekt met vegetatie. De afname tot de huidige 25% is het gevolg van bodemverlies door ontbossing voor hout en overbegrazing door schapen. In de afgelopen jaren heeft het land echter bebossing en bodembeschermingsprogramma's uitgevoerd die de achteruitgang hebben gestopt en omgekeerd.

## Bescherming
Meer dan 12% van de ecoregio is officieel beschermd. Deze beschermde gebieden omvatten:
- Nationaal park Snæfellsjökull
- Nationaal park Þingvellir
- Nationaal park Vatnajökull
  - Jökulsárgljúfur
  - Skaftafell
- Natuurreservaat Hornstrandir
- Natuurreservaat Lónsöræfi
- Natuurreservaat Vatnsmýrin